# Rahman Rezaei
Rahman Rezaei (per. رحمان رضايی, ur. 20 lutego 1975 w Nurze) – piłkarz irański grający na pozycji środkowego obrońcy.

## Kariera klubowa
Rezaei piłkarską karierę rozpoczął po ukończeniu 20. roku życia. Jest wychowankiem klubu Zob Ahan Isfahan, odkrył go trener Nasser Hejazi. W barwach tego klubu zadebiutował w 1998 roku w rozgrywkach Iran Pro League. W Zob Ahan grał przez trzy sezony.
Latem 2001 odszedł do włoskiego AC Perugia. W drużynie grającej w Serie A wywalczył miejsce w wyjściowej jedenastce, a 9 grudnia, zdobywając gola w meczu z Venezia FC (2:0), stał się pierwszym Irańczykiem w historii, który strzelił bramkę w Serie A. Latem 2003 został piłkarzem drugoligowego FC Messina. W 2004 roku świętował ze swoim klubem awans do Serie A. W sezonie 2006/2007 został zawodnikiem AS Livorno Calcio.
W 2008 roku wrócił do Iranu i został zawodnikiem klubu Persepolis FC. Następnie grał w: Al Ahli Ad-Dauha, Szahin Buszehr i Paykan FC.
| Sezon   | Klub              | Kraj   | Rozgrywki       | Mecze | Bramki |
| ------- | ----------------- | ------ | --------------- | ----- | ------ |
| 1998/99 | Zob Ahan Isfahan  | Iran   | Iran Pro League | ?     | ?      |
| 1999/00 | Zob Ahan Isfahan  | Iran   | Iran Pro League | ?     | ?      |
| 2000/01 | Zob Ahan Isfahan  | Iran   | Iran Pro League | ?     | ?      |
| 2001/02 | AC Perugia        | Włochy | Serie A         | 25    | 2      |
| 2002/03 | AC Perugia        | Włochy | Serie A         | 13    | 3      |
| 2003/04 | FC Messina        | Włochy | Serie B         | 37    | 2      |
| 2004/05 | FC Messina        | Włochy | Serie A         | 36    | 0      |
| 2005/06 | FC Messina        | Włochy | Serie A         | 34    | 0      |
| 2006/07 | AS Livorno Calcio | Włochy | Serie A         | 16    | 1      |
| 2007/08 | AS Livorno Calcio | Włochy | Serie A         | 5     | 0      |
| 2008/09 | Persepolis FC     | Iran   | Iran Pro League | 13    | 0      |
| 2009/10 | Al Ahli           | Katar  | Iran Pro League | 9     | 1      |
| 2009/10 | Szahin Buszehr    | Iran   | Iran Pro League | 6     | 0      |
| 2010/11 | Paykan FC         | Iran   | Iran Pro League | 13    | 1      |
| 2011/12 | Paykan FC         | Iran   | Azadegan League | ?     | ?      |

## Kariera reprezentacyjna
W reprezentacji Iranu Rezaei zadebiutował 22 lipca 2001 w zremisowanym 2:2 meczu z Bośnią i Hercegowiną. W 2004 roku wziął udział w Pucharze Azji i z Iranem zajął 3. miejsce. W 2006 roku został powołany przez selekcjonera Branko Ivankovicia do kadry na Mistrzostwa Świata w Niemczech, na których wystąpił we wszystkich 3 meczach grupowych: przegranych 1:3 z Meksykiem (zaliczył asystę przy golu Jahii Golmohammadiego) i 0:2 z Portugalią oraz zremisowanym 1:1 z Angolą. Z Iranem nie wyszedł z grupy. 6 kwietnia 2007 Rezaei ogłosił, że po Pucharze Azji 2007 kończy reprezentacyjną karierę.